# Theluveligaa
Theluveligaa is een van de onbewoonde eilanden van het Alif Dhaal-atol behorende tot de Maldiven.